# Бухенау, Франц
Франц Георг Филипп Бухенау (нем. Franz Georg Philipp Buchenau, 1831—1906) — немецкий ботаник и фитогеограф.

## Биография
Франц Георг Филипп Бухенау родился 12 января 1831 года в городе Кассель в Германии. Учился в Гёттингенском и Марбургском университетах. В 1864 году Бухенау стал сооснователем бременского Общества естественных наук. Умер 23 апреля 1906 года в Бремене.
Франц Георг Филипп Бухенау изучал флору северо-восточной Германии, автор нескольких научных публикаций, в том числе Flora der Ostfriesischen Inseln и Flora von Bremen und Oldenburg. Также он издал монографию семейства ситниковых, Monographia Juncacearum.

## Растения, названные в честь Ф. Г. Ф. Бухенау
- Acalypha buchenavii Müll.Arg., 1880 (=Acalypha spachiana)
- Asclepias buchenaviana Schinz, 1888 (=Gomphocarpus filiformis)
- Calophanes buchenavii Vatke, 1885 (=Dyschoriste siphonantha)
- Disa buchenaviana Kraenzl., 1882
- Juncus buchenaui Sved., 1897 (=Juncus marginatus)
- Juncus ×buchenaui Dörfl., 1897, nom. illeg. (=Juncus ×alpiniformis)
- Luzula ×buchenaui P.Fourn., 1935
- Mammillaria buchenaui Backeb., 1963
- Megaclinium buchenavianum Kraenzl., 1905 (=Bulbophyllum buchenavianum)
- Polygala buchenavii O.Hoffm., 1882 (=Polygala schoenlankii)
- Triglochin buchenaui Köcke, Mering & Kadereit, 2010
- Tropaeolum buchenaui Phil., 1893 (=Tropaeolum kingii)
- Tropaeolum buchenavianum Hieron., 1895 (=Tropaeolum tuberosum subsp. silvestre)
- Pilea buchenaui Urb., 1907